# NGC 691

NGC 691 par le télescope spatial Hubble.

NGC 691 est une galaxie spirale située dans la constellation du Bélier. NGC 691 a été découverte par l'astronome germano-britannique William Herschel en 1786.

## Caractéristiques
Sa vitesse par rapport au fond diffus cosmologique est de 2 386 ± 20 km/s(2386 ± 20) km/s, ce qui correspond à une distance de Hubble de 35,2 ± 2,5 Mpc (∼115 millions d'al).
À ce jour, 14 mesures non basées sur le décalage vers le rouge (redshift) donnent une distance de 36,487 ± 4,288 Mpc (∼119 millions d'al), ce qui est à l'intérieur des valeurs de la distance de Hubble.
La classe de luminosité de NGC 691 est II-III et elle présente une large raie HI.

## Supernova
La supernova SN 2005W a été découverte dans NGC 691 le 1er février 2005 par l'astronome amateur japonais Yoji Hirose. Cette supernova était de type Ia.

## Groupe de NGC 691

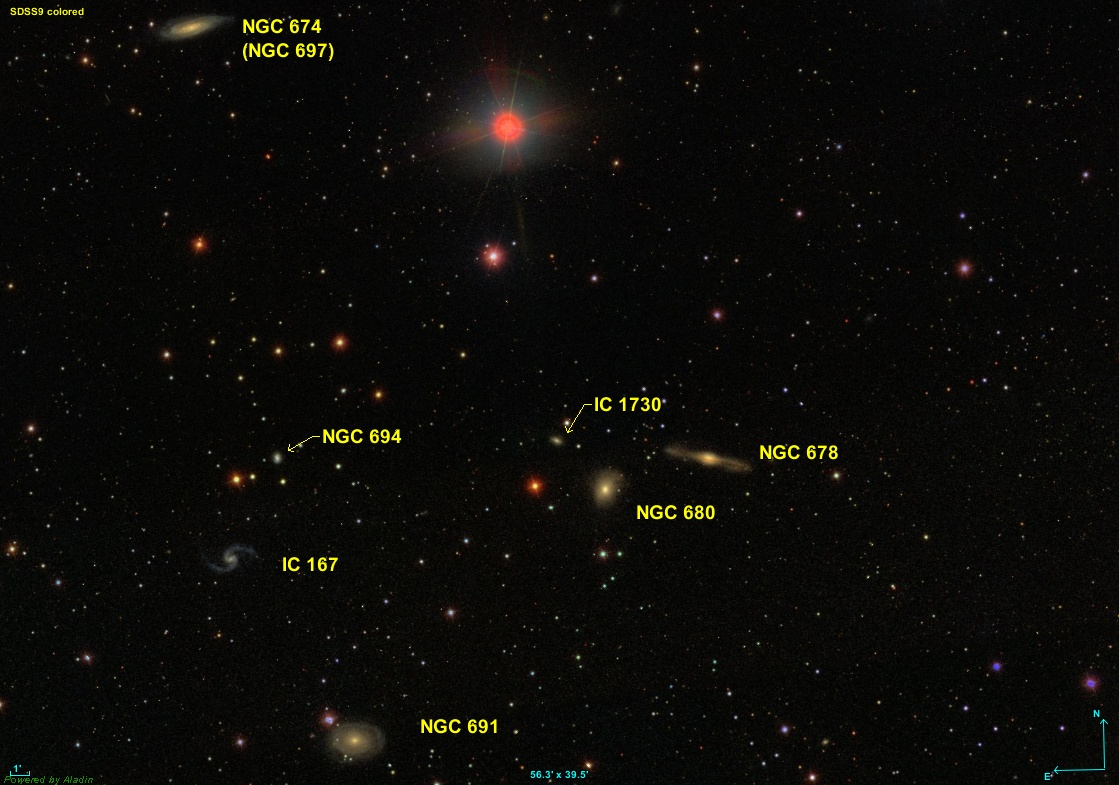
Le groupe de NGC 691 par SDSS.

NGC 691 est la galaxie la plus brillante d'un groupe de galaxies qui porte son nom. Ce groupe comprend au moins 10 galaxies et peut-être une onzième. Sept galaxies de ce groupe inscrites dans l'article d'Abraham Mahtessian paru en 1998 sont IC 163, NGC 678, NGC 680, NGC 691, NGC 694, IC 167 et NGC 697 (=NGC 674). À ces sept galaxies, s'ajoutent 3 autres petites galaxies inscrites dans la l'article d'A.M. Garcia paru en 1993 : UGC 1287, UGC 1294 et UGC 1490. La galaxie IC 1730 pourrait s'ajouter à ce groupe, car elle est dans la même région du ciel et à une distance comparable. La galaxie la plus brillante du groupe est NGC 691 et la plus grosse est NGC 678.